# Ghiacciaio Airy
Il ghiacciaio Airy (in inglese Airy Glacier) (69°13′S 66°20′W) è un ghiacciaio lungo circa 37 km e largo 11 situato nella Terra di Palmer, in Antartide. Il ghiacciaio, il cui punto più alto si trova a circa 1200 m s.l.m., fluisce verso ovest, scorrendo lungo il versante meridionale dell'altopiano Morgan, fino alla regione nordorientale del ghiaccio pedemontano Forster, sulla costa di Fallières, nella parte occidentale della penisola Antartica.

## Storia
Il ghiacciaio Airy fu oggetto di una sommaria ricognizione durante la Spedizione inglese nella Terra di Graham nel 1936-37, quindi fotografato durante voli di ricognizione svolti durante la Spedizione Ronne nel 1947 e infine esplorato dal Falkland Islands Dependencies Survey (FIDS) nel 1958. Il ghiacciaio è stato così battezzato dal Comitato britannico per i toponimi antartici in onore di George Biddell Airy, Astronomo reale britannico, che nel 1839 introdusse un metodo di correzione per la deviazione magnetica nelle bussole magnetiche.